# Съезд порабощённых народов России
Съезд народов России (также Съезд порабощённых народов) — форум представителей народов бывшей Российской империи, которые основали свои национальные организации и выступали за федеративно-демократический принцип устройства Российской республики. Проходил в Киеве 8 (21) сентября — 15 (28) сентября 1917 года.

## История
Съезд был созван в Киеве по инициативе Украинской Центральной Рады с целью решить цивилизованным путем коренные национальные проблемы. «Золотым сном народов» позже назвал съезд М. С. Грушевский. На нём впервые в истории России представители разных национальностей попытались определить свою дальнейшую судьбу, принципы сосуществования и историческую перспективу.
Съезд проходил в помещении Педагогического музея. В его работе приняли участие 92 делегата от украинцев, грузин, латышей, литовцев, эстонцев, евреев, белорусов, молдаван, казаков, бурятов, татар, крымских татар, тюркских и мусульманских организаций, Совета социалистических партий России, поляков. Временное правительство России представлял Максим Славинский, который возглавлял Особое совещание по провинциальной реформе. 8 делегатов-украинцев разных политических партий объединились на платформе национально-территориальной автономии.
В целом состав съезда отражал уровень тогдашней политической мысли, в которой идеи федерализма преобладали над самостийническими. Хотя федерализм для участников форума означал не отказ от национальной независимости, а самую целесообразную на то время форму её осуществления, не как конечную цель, а как важный этап на пути к федерации Европы и в будущем — к федерации всего мира. Помимо литовцев и поляков, которые отстаивали полную государственную независимость Польши и Литвы, и еврейских делегатов, которые поднимали вопрос о создании еврейского государства в Палестине, остальные представителей национальных движений поддержали идею превращения бывшей «тюрьмы народов» на федеративную демократическую республику.
Михаил Грушевский, председатель Центральной Рады (Совета) и почётный председатель съезда определил позицию украинской стороны и свою концепцию федерализма:

«Украина не идет через федерализм к самостоятельности, потому что государственная независимость лежит не перед нами, а за нами. Мы уже объединились с Россией как независимое государство и своих прав никогда не отрекались. <…> Мы не будем говорить, что мы любим русскую республику, потому что до этой поры мы от неё ничего хорошего для себя не видели. <…> Наши симпатии может приобрести тот „дворец народов“, который мы хотим сделать из России».
Важнейшим документом съезда стало постановление «О федеративном устройстве Российского государства», в котором осуждалась чрезмерная централизация законодательной и исполнительной власти, что тормозило развитие государства. Делегаты съезда постановили, что наряду с Всероссийским Учредительным собранием будут созваны краевые Учредительное собрание для установления форм отношений с центральными органами, а также форм внутреннего устройства автономной единицы. Постановление «Об общегосударственном и краевых языках» предоставляло равноправный статус национальным языкам. Общегосударственным признавался русский язык, в отдельных государствах, частях федерации — один или несколько краевых языков. Относительно школы, церкви и суда общегосударственный язык не должен был иметь никакого преимущества над другими краевыми языками.
Для практического решения задач национального и краевого автономно-федеративного строительства съезд избрал Совет народов с местопребыванием в Киеве. В основу формирования этого органа положен принцип равного представительства (4 члена от каждого народа, делегаты которого принимали участие в работе съезда). Организационное заседание Совета состоялось 16 (29) сентября 1917 года. Председателем избрали Михаила Грушевского, секретарём — Николая Любинского. Печатным органом стал журнал «Свободный союз» (вышло только два номера в октябре и ноябре 1917 года в типографии Украинской Центральной Рады). После Октябрьской социалистической революции деятельность Совета прекратилась.